# Pic de Madrès

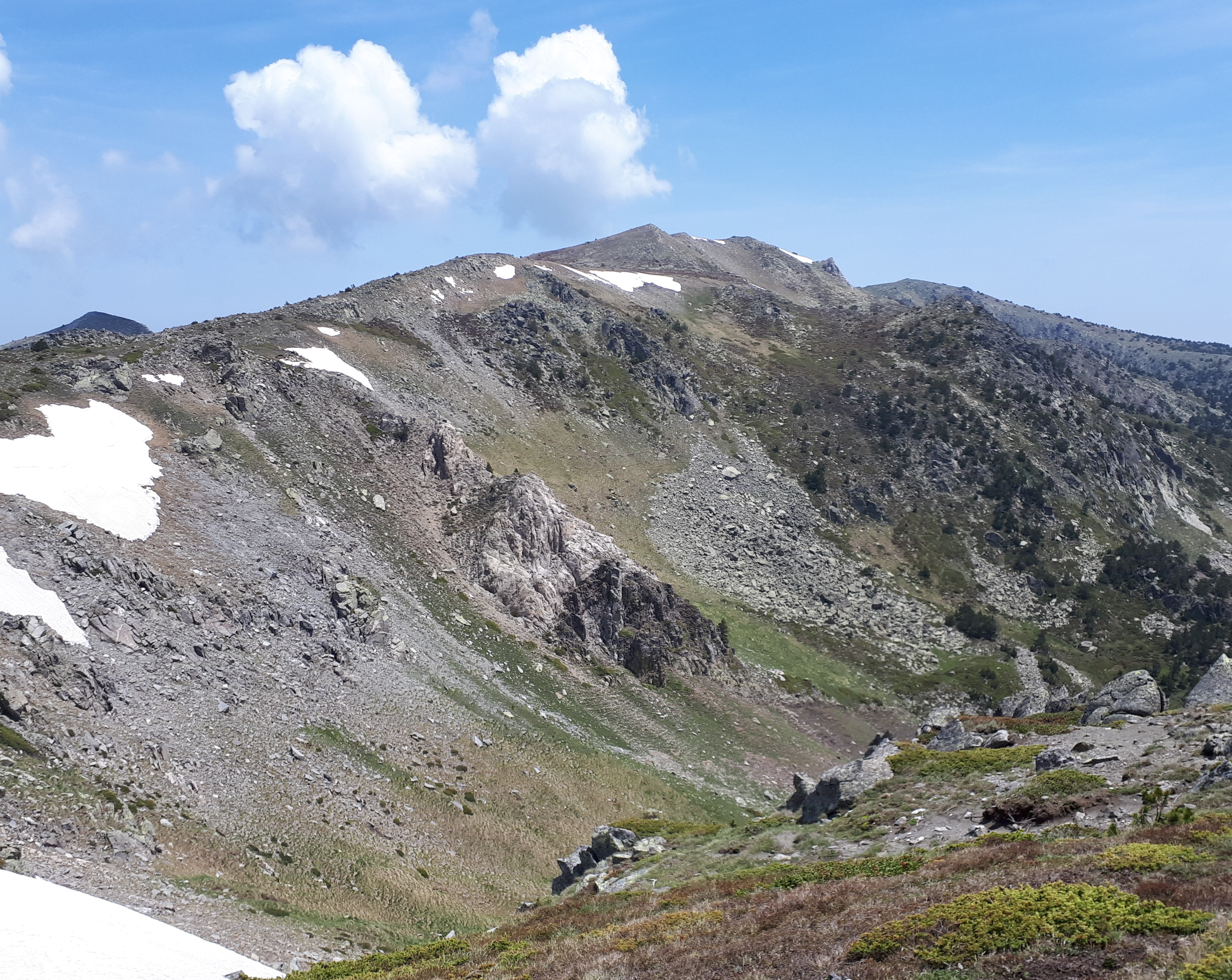
La crête de Madrès, vue de l'ouest, de Serrat de l'Ours. Cette crête, qui se situe à l'intérieur du pluton de Quérigut, montre « d'épais corps de tonalite, riche en enclaves et corps dioritiques ». (La tonalite est généralement plus claire que la diorite.)

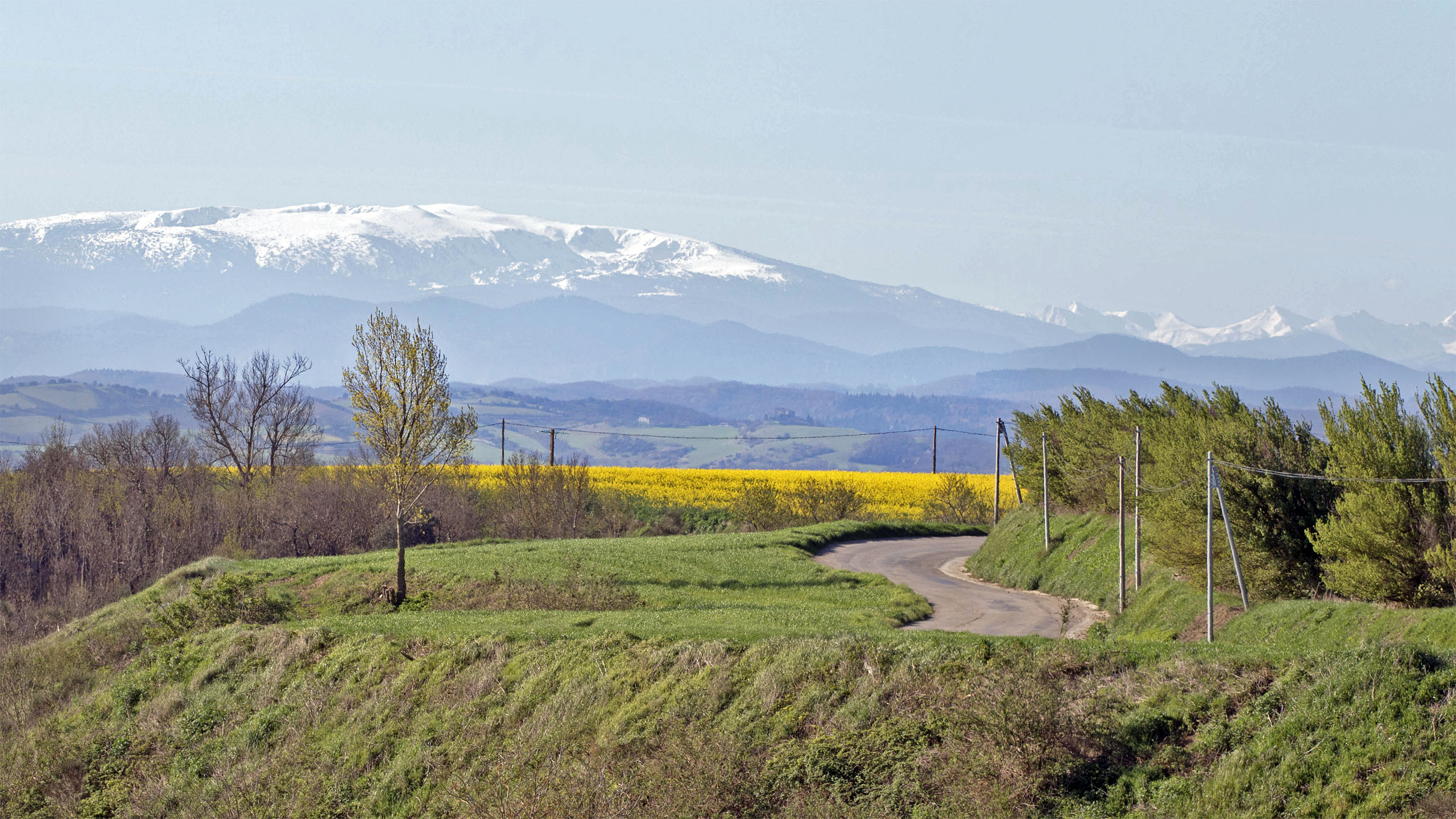
Le Madrès vu de Fanjeaux (Aude).

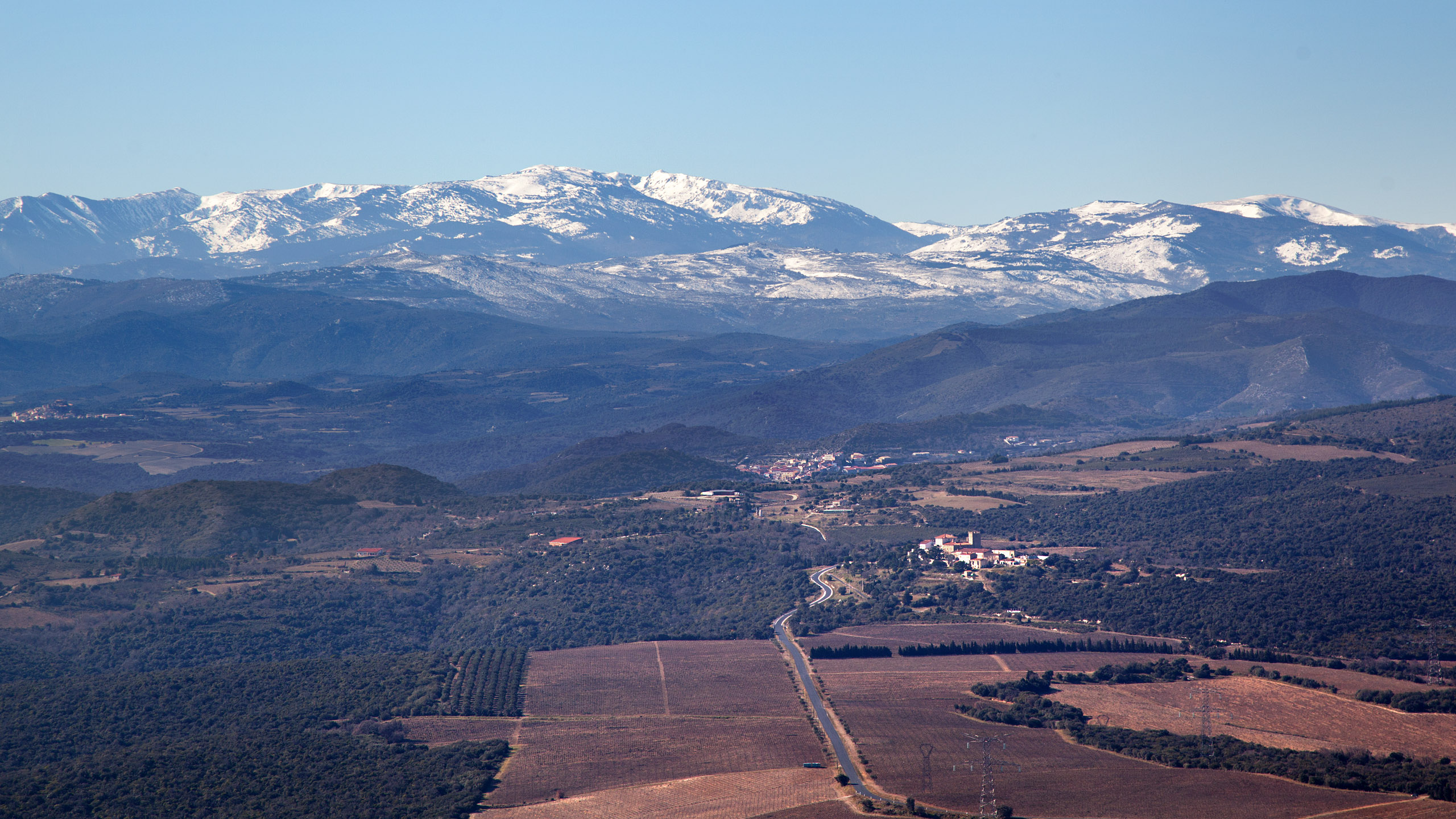
Le Madrès vu de Força Réal (Pyrénées-Orientales).

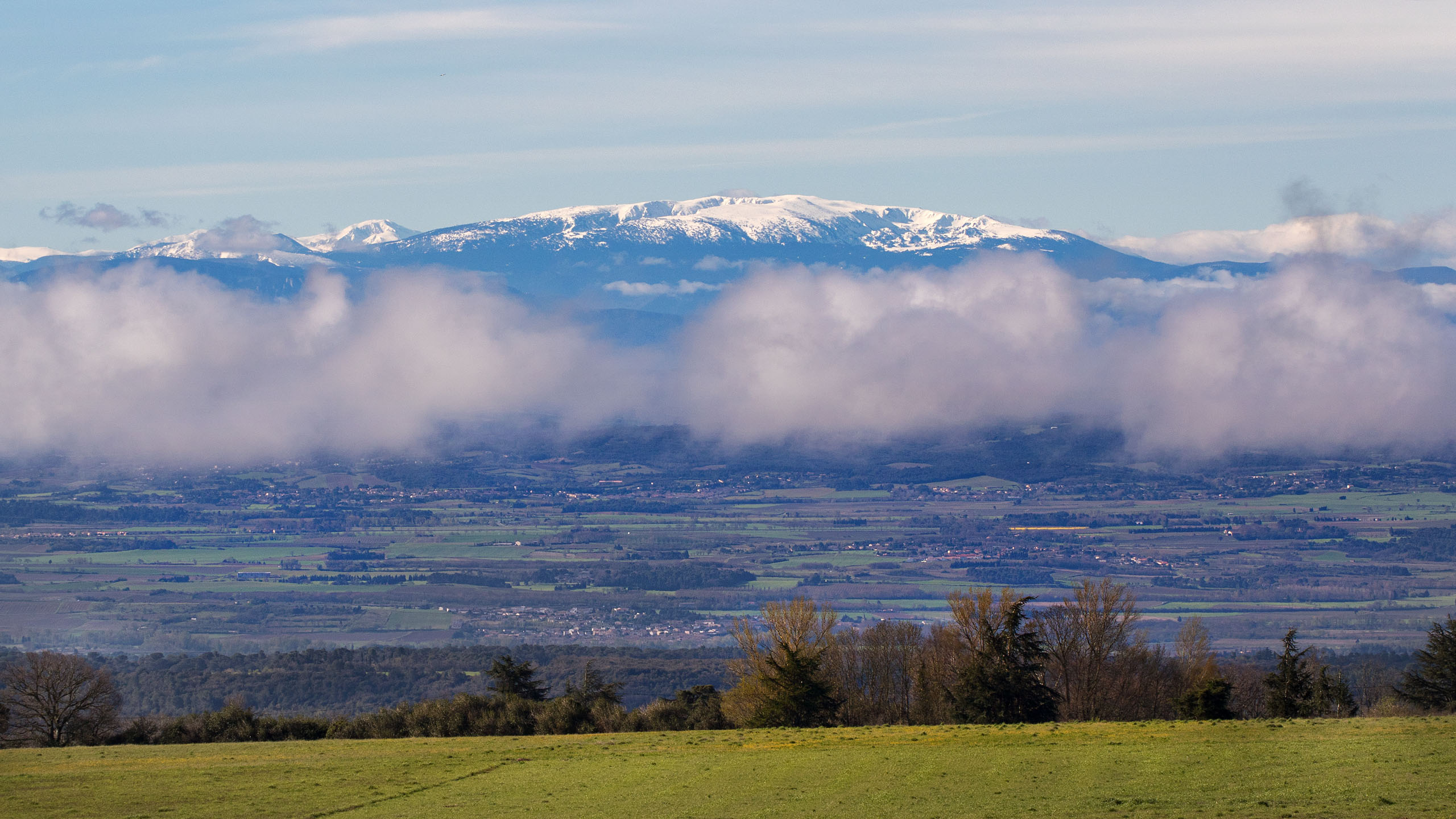
Le Madrès vu de la montagne Noire (Aude).

Le pic de Madrès (prononcé localement [madʁ]) est un sommet des Pyrénées françaises, situé en région Occitanie à cheval sur le département de l'Aude, dont il est le point culminant (commune du Bousquet), et les Pyrénées-Orientales (communes de Sansa et Mosset), à proximité de l'Ariège, distante de moins de 3 km par le petit terroir du Donezan. Le pic de Madrès est le plus haut sommet du massif du même nom.

## Toponymie
Plusieurs hypothèses existent à propos de l'origine de son nom, mais la plus probable serait qu'il provient du latin mater qui signifie « mère ».

## Géographie

### Topographie
Ce pic domine vers l'est la haute vallée de l'Aude et à l'ouest la vallée de la Têt et le Conflent. Par temps clair, la vue s'étend sur les sommets du Capcir et de la Cerdagne jusqu'à la plaine du Roussillon, Perpignan et la Méditerranée. Ce pic, au demeurant d'ascension facile, est souvent balayé par un fort vent glacial. La Castellane prend sa source sur son flanc oriental.

### Géologie
Le pic de Madrès est constitué de granitoïdes d'âge carbonifère, formés lors de l'orogenèse hercynienne. Le soulèvement de ce relief est cependant plus récent puisqu'il résulte de la formation des Pyrénées.

### Faune et flore
Le loup s'est réinstallé dans le massif de Madrès-Boucheville depuis l'hiver 2008-2009.

## Voies d'accès et randonnées
Le pic de Madrès est un dôme très accessible offrant un panorama sur :
- tout le département des Pyrénées-Orientales en général ;
- la Cerdagne et le Capcir ;
- la chaîne frontière et le Puigmal et la serra de Cadi en particulier ;
- les massifs du Canigou et du Carlit ;
- le roc Blanc.

Plusieurs randonnées sont possibles en direct, en itinérance entre refuges ou en boucle. Un sentier monte du col de Sansa au sommet via la coume de Pontells. Une boucle est possible par le pic de la Pelada.
Au départ du refuge pastoral d'Escouloubre (le bousquet), une route forestière conduit au refuge pastoral du Madrès. C'est ensuite un sentier bien cairné qui conduit au sommet.
Au départ du refuge de La Molina, une route forestière conduit au refuge de Nohèdes, entretenu par le Club alpin français Prades Canigou. Le sentier monte au roc Nègre puis au Madrès.

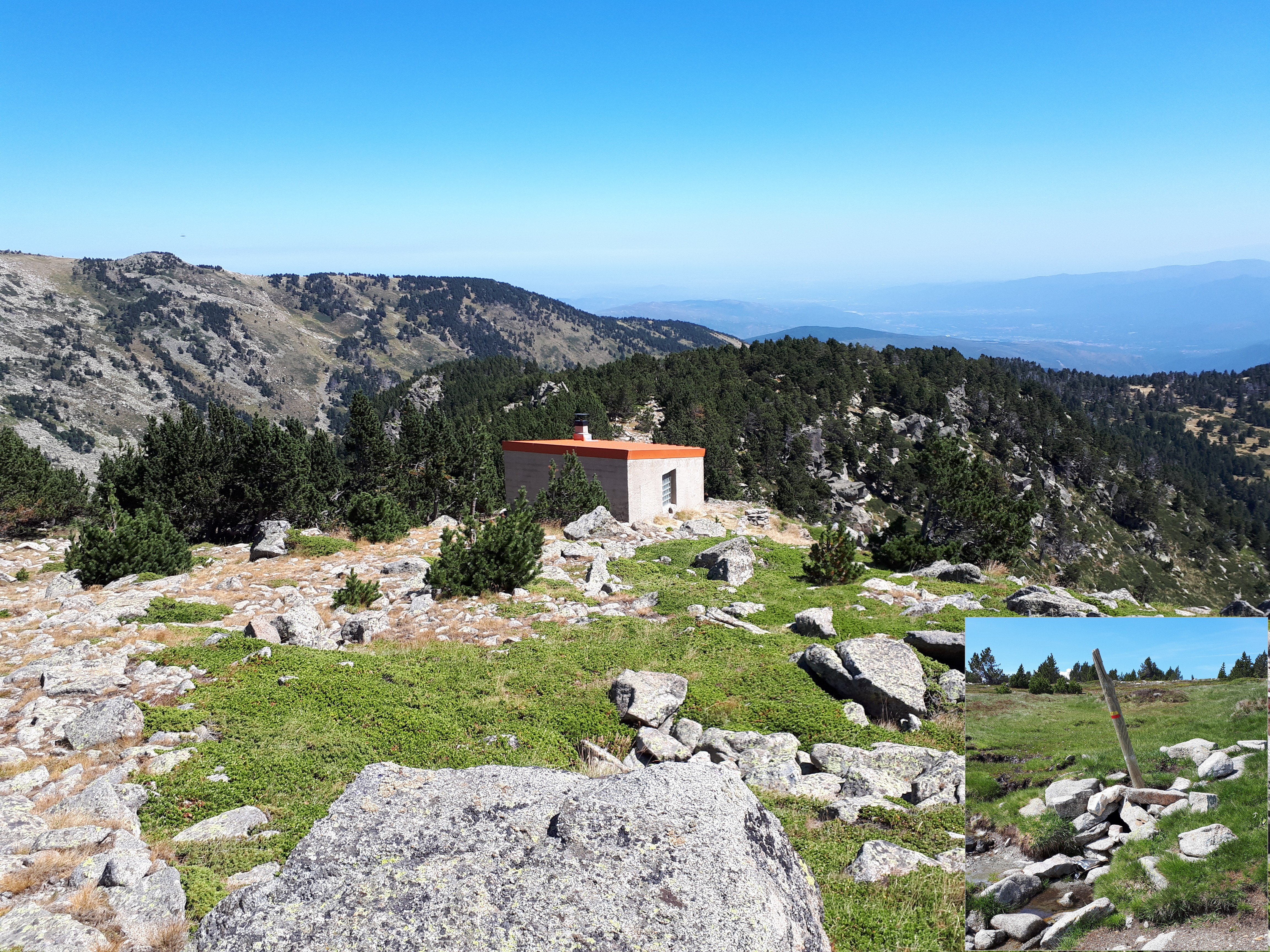
Refuge de Nohèdes et (à proximité) Font de la Perdiu.
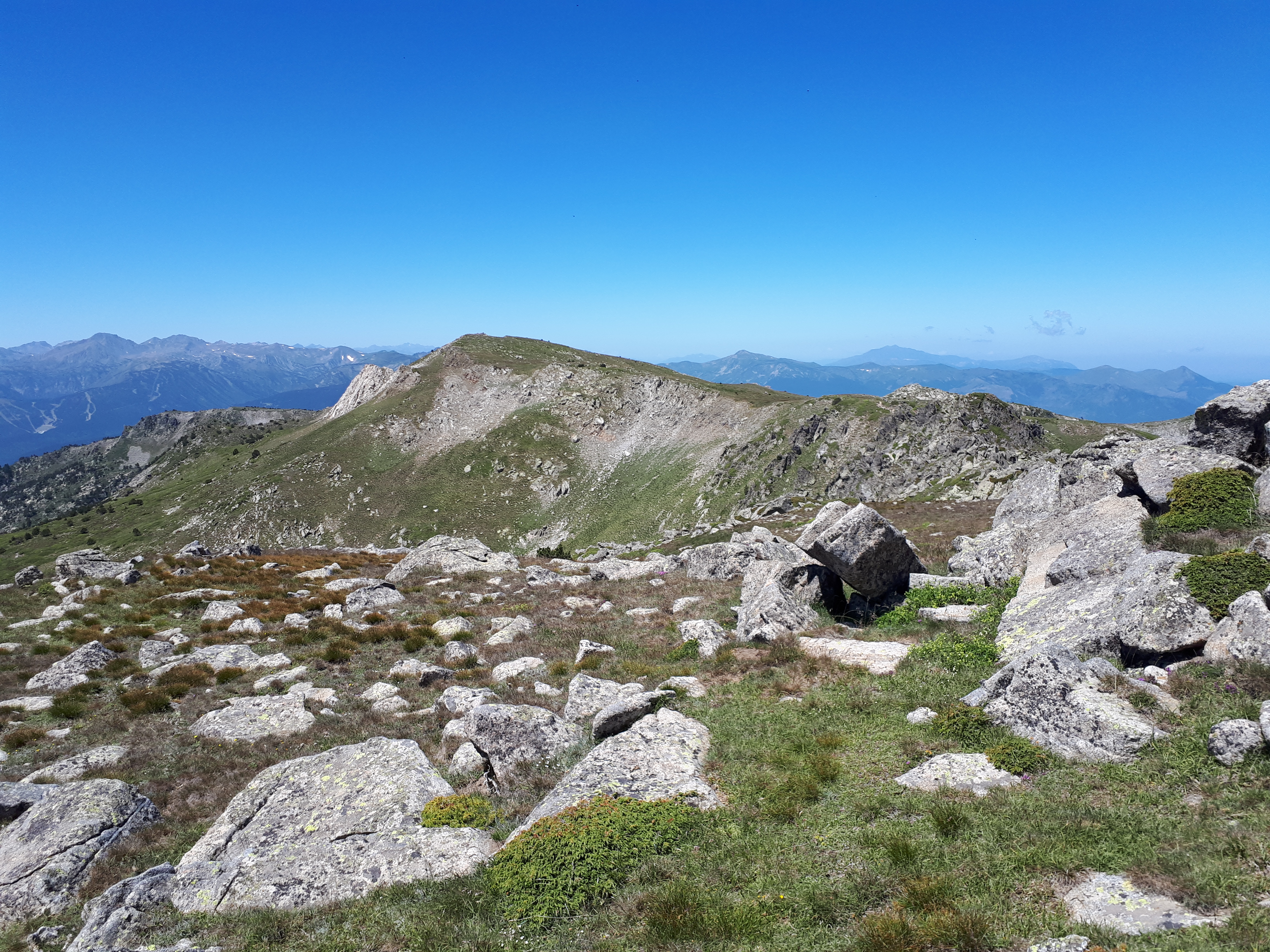
Le Madrès vu du roc Nègre (Pyrénées-Orientales).
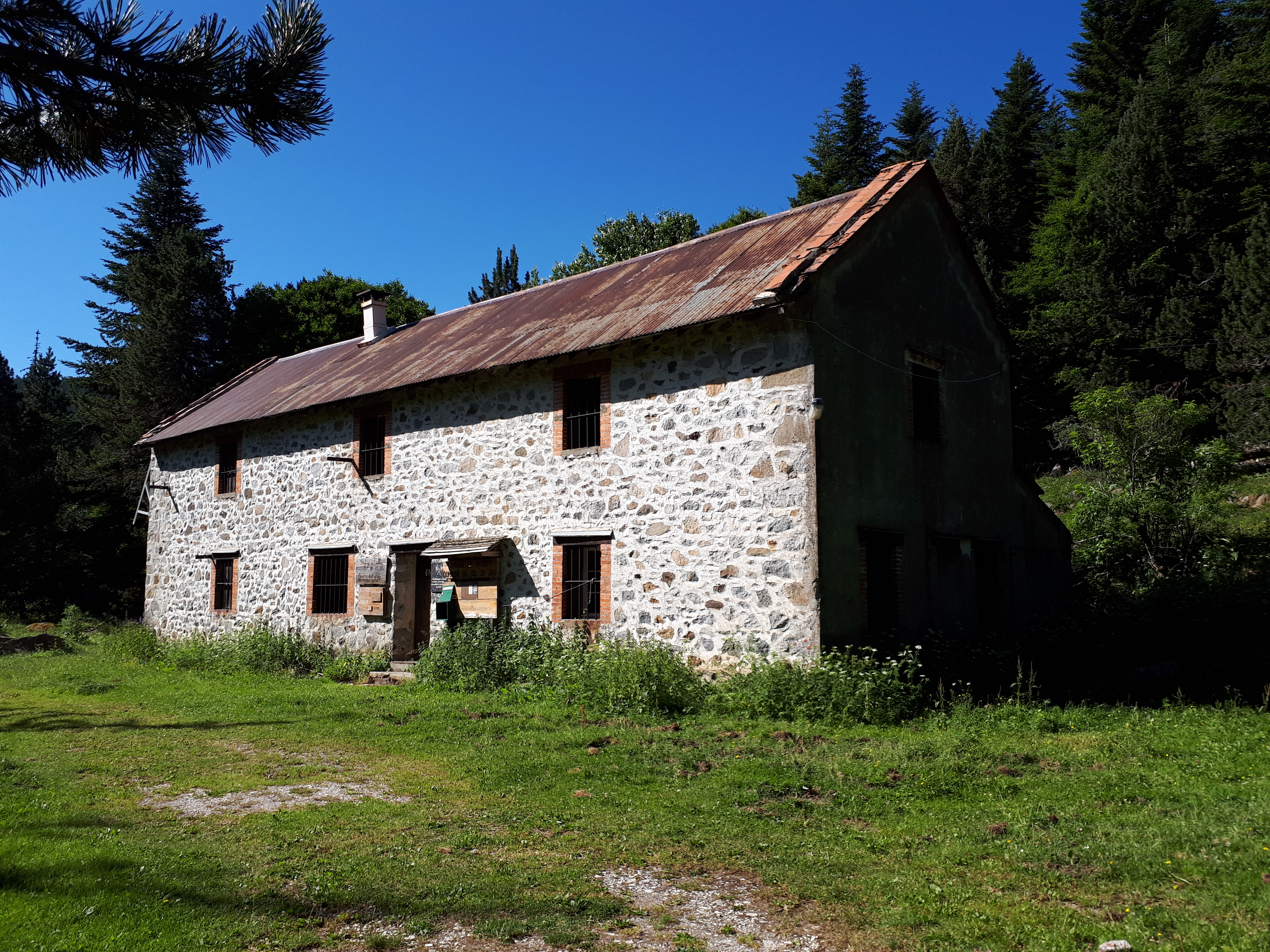
Refuge du Callau (fermé en 2021).

Du col de Jau ou du refuge du Callau, plusieurs sentiers évoluent en parallèle pour atteindre le sommet dont un via le pic du Bernard Sauvage.
Le VTT est possible dans ce relief assez doux et peu souvent en blocs rocheux.
En août, des orages peuvent se former très rapidement.